# Pierre Jean Jouve
Pierre Jean Jouve (Arras, 11 de outubro de 1887 — Paris, 8 de janeiro de 1976) foi um poeta e romancista francês, fortemente influenciado por alguns dos principais precursores da poesia moderna como Baudelaire, Gerard de Nerval e Mallarmé.

## Obras (seleção)
Poesia
- Mystérieuses Noces (1925)
- Nouvelles Noces (1926)
- Noces (1928)
- Diadème (1949)
- Lyrique (1956)
- Mélodrame (1957)
- Moires (1962)

Romances
- Paulina 1880 (1920)
- Le Monde désert (1927)
- La Scène capital (1961)
- Aventure de Catherine Crachat II, Vagadu (1963)